# Mamaia Challenger 2008
Il Mamaia Challenger 2008 è stato un torneo di tennis facente parte della categoria ATP Challenger Series nell'ambito dell'ATP Challenger Series 2008. Il torneo si è giocato a Costanza in Romania dal 23 al 29 giugno 2008 su campi in terra rossa e aveva un montepremi di €30 000+H.

## Vincitori

### Singolare
Nicolas Devilder ha battuto in finale  Adrian Ungur con il punteggio di 6–3 6(5)–7 7–6(10)

### Doppio
Florin Mergea /  Horia Tecău hanno battuto in finale  Júlio Silva /  Simone Vagnozzi con il punteggio di 6–4 6–2